# Wiesiółka (Rożnów)
Wiesiółka – część wsi Rożnów w Polsce położona w województwie małopolskim, w powiecie nowosądeckim, w gminie Gródek nad Dunajcem.
Dawniej samodzielna miejscowość. W latach 1975–1998 miejscowość administracyjnie należała do województwa nowosądeckiego.